# 野澤一郎
野澤 一郎（のざわ いちろう、1888年5月16日 - 1978年5月20日）は、日本の発明家、実業家。巴コーポレーションの創業者。紫綬褒章や藍綬褒章を受章。

## 経歴
栃木県河内郡本郷村（現上三川町本郷地区）東汗出身。本郷小学校（現本郷中学校）を経て、1906年真岡中学校（現栃木県立真岡高等学校）卒業。1910年東京高等工業学校（現東京科学大学）機械科卒業、千代田瓦斯入社。1917年巴組鐵工所を創立。立体構造建築の研究開発に従事し、1932年ダイヤモンドトラスを発明。1933年建築組成材骨組法を発明。1938年全国発明表彰大賞受賞。1944年藍綬褒章受章。1948年日本鉄塔協会設立、会長。1956年紫綬褒章受章。1957年栃木県立真岡高等学校に500万円を寄付し、野澤一郎育英会を設立。1958年本郷中学校に体育館を寄贈。1964年勲四等旭日小綬章受章。1971年勲三等旭日中綬章受章。